# روزبه معین
روزبه معین (زاده ۳ مرداد ۱۳۷۰ تهران)، نویسنده، رمان‌نویس، نمایش نامه نویس، و کارتونیست اهل ایران است. او فعالیت حرفه‌ای خود را با نوشتن نمایشنامه آغاز کرد و سپس به نوشتن رمان روی آورد.

## زندگی‌نامه و فعالیت
بنا بر اظهاراتش نوشتن را از دوران کودکی آغاز کرده و در دوران نوجوانی به کاریکاتور و کارتون علاقه‌مند شده که این هنر او را به سمت خلق چهره‌ها و شخصیت‌های مختلف هدایت کرده‌است. به گفته خودش همواره آدم تنهایی بوده و از تنهایی لذت می‌برد. معین لیسانس مهندسی شیمی از دانشگاه اراک دارد و تحصیلات متوسطه خود را در دبیرستان البرز به پایان رسانده‌است. چندی از نمایشنامه‌های شاخص این هنرمند در دوران دبیرستان و دانشگاه به روی صحنه رفته‌است. او در کنار نویسندگی در زمینه‌های مختلف هنری از جمله طراحی و شخصیت پردازی کارتونی (کاریکاتور)فعالیت می‌کند. وی همزمان با تحصیل در دانشگاه، دوره‌های تئاتر و نویسندگی را نیز گذراند. فعالیت حرفه‌ای خود را به عنوان نویسنده با نمایشنامه‌نویسی آغاز کرد. معین از سال ۱۳۹۲ شروع به نوشتن رمان قهوهٔ سرد آقای نویسنده کرد و در سال ۱۳۹۶ آن را به چاپ رساند و خیلی سریع تبدیل به یک رمان پرفروش شد.